# إرنست ويست
إرنست ويست (بالإنجليزية: Ernest West)‏ هو سياسي أسترالي، ولد في 1907. حزبياً، نشط في حزب العمال الأسترالي. وقد انتخب عضو مجلس نواب تسمانيا.